# Down (Fifth Harmony)
Down è un singolo del gruppo musicale statunitense Fifth Harmony, pubblicato il 2 giugno 2017 come primo estratto dal terzo album in studio eponimo.
Il brano vede la partecipazione del rapper statunitense Gucci Mane.

## Promozione
Il gruppo ha eseguito Down in concomitanza con l'uscita del singolo al Good Morning America, accompagnato da Gucci Mane. I membri hanno eseguito il brano anche all'iHeartRadio Pool Party. Il 24 luglio, per la prima volta si sono esibite al Tonight Show di Jimmy Fallon, sempre con Gucci Mane.
Il 27 agosto 2017 il girl group si è riunito per un'ultima volta agli MTV Video Music Awards 2017, dove oltre ad esibirsi con Angel, hanno nuovamente eseguito Down insieme al rapper, diventando uno dei momementi più commentati della serata. Sempre alla cerimonia, Down si è aggiudicato la statuetta per il Miglior video pop.

## Video musicale
Il video musicale, diretto da James Larese e girato al Hollywood Premiere Motel di Los Angeles, è stato reso disponibile l'8 giugno 2017. I critici hanno apprezzato particolarmente il video. Mike Wass di Idolator ha descritto i quattro le componenti del gruppo «ballerine competenti» e ha definito il concept del video «semplice ma eseguito caparbiamente».
Il video si apre nel parcheggio di un motel illuminato da neon, nel mezzo della notte. Lauren Jauregui è alla guida, regolando il suo specchietto retrovisore. Tutti i membri poi escono dalla macchina, vestite in stile retrò, per dirigersi ognuna verso la propria stanza. Quattro porte si chiudono simultaneamente mentre appare il titolo della canzone. Jauregui è in una stanza con fioche luci al neon viola e un ventilatore elettrico. Il video è impreziosito da una scena in cui il gruppo esegue una coreografia nel parcheggio del motel con luci da palcoscenico rosa-violetto nel terreno. Dinah Jane indossa un cappotto in pelliccia con occhiali e canta accanto a una finestra dove una luce al neon rossa attraversa la stanza. Normani, invece, indossa un abito bianco e verde mentre balla sensualmente nella sua stanza in un ambiente rosso. Ally Brooke canta in una stanza gialla e luminosa. La scena cambia, e ogni ragazza esegue rapidamente la sua routine di danza davanti al parcheggio. Mane allontanandosi dal gruppo sulle scale del motel con gli occhiali da sole, esegue il suo verso. Le ragazze cantano insieme nella piscina, dove si tengono l'un l'altra. Il video termina con il gruppo in piedi davanti al parcheggio dopo aver terminato la coreografia.

## Tracce
Testi e musiche di Joshua Coleman, Dallas Koehlke, Claire Demorest e Radric Davis.
1. Down (feat. Gucci Mane) – 2:45

## Formazione
Musicisti
- Fifth Harmony – voci
- Gucci Mane – voce aggiuntiva
- Ammo – strumentazione, programmazione, tastiera
- DallasK – strumentazione, programmazione, tastiera

Produzione
- Ammo – produzione, ingegneria del suono
- DallasK – produzione
- Andrew Bolooki – produzione vocale, ingegneria del suono
- Andrew Luftman – coordinazione produzione
- Sarah "Roja" Shelton – coordinazione produzione
- Bill Zimmerman – ingegneria del suono
- Desi Aguilar – assistenza all'ingegneria del suono
- Phil Tan – missaggio
- Michelle Mancini – mastering

## Successo commerciale
Negli Stati Uniti d'America Down ha esordito alla 42ª posizione della Billboard Hot 100 nella pubblicazione del 24 giugno 2017 grazie a 36 000 copie digitali, 9,2 milioni di riproduzioni in streaming e 7,1 milioni di ascoltatori radiofonici, garantendo il debutto al 37º posto della Pop Songs. È diventato il secondo ingresso più alto del gruppo in tale classifica, dopo Work from Home, la quale ha fatto la propria entrata al 12º posto.

## Classifiche
| Classifica (2017) | Posizione massima |
| ----------------- | ----------------- |
| Australia         | 66                |
| Belgio (Fiandre)  | 72                |
| Belgio (Vallonia) | 84                |
| Canada            | 46                |
| Filippine         | 24                |
| Irlanda           | 46                |
| Paesi Bassi       | 94                |
| Portogallo        | 40                |
| Regno Unito       | 47                |
| Repubblica Ceca   | 50                |
| Slovacchia        | 47                |
| Spagna            | 100               |
| Stati Uniti       | 42                |
| Svezia            | 85                |
| Svizzera          | 58                |